# Little Kingshill
Little Kingshill – wieś w Anglii, w hrabstwie Buckinghamshire. Leży 16,6 km od miasta Aylesbury, 40 km od miasta Buckingham i 47,1 km od Londynu. W 2015 miejscowość liczyła 1443 mieszkańców.